# 罗庆忠
L.C.C.（1950年—）是台灣的漫畫家，本名為羅慶忠。出生於台北。國立臺灣藝術專科學校美工科畢業。

## 人物
任職中國時報時，作品則見於時報報系的刊物上。他都以本名英文縮寫L.C.C.發表作品。

## 簡歷
- 李登輝接任總統後，他將不少妙喻的政壇傳奇一一入畫，他精采的演藝總令人拍案絕稱，曾獲「吳舜文新聞漫畫賞」。
- 1970年代在《工商時報》等刊物上刊登畫作。
- 1990年之前任職於《自立晚報》擔任漫畫主筆，開設「LCC劇場」。
- 1991年他和魚夫在永琦百貨敦南店舉行漫畫大展，報社還為他們兩人印製了一份精美的畫冊和特報。
- 1993年，L.C.C.將作品及結成冊。並於6月出版《漫畫李登輝》，同時又創辦了一份《鬥熱鬧》的月刊。
- 1984年和洪德麟合辦名為《漫畫秀》的期刊。
- 1990年代「國民黨內政爭、權力的角逐，有如古代宮廷的鬥爭，皇帝、宰相、太監相互猜疑。」L.C.C.將這一幕忒書現象傳神的畫出，讓人會心一笑。
- 1990年獲「吳舜文文教基金會新聞漫畫獎」。

## 作品一覽
- 1981 LCC漫畫精選集
- 1987 台灣政治漫畫精選集
- 1993 漫畫李登輝